# Campanella buettneri
Campanella buettneri är en svampart som beskrevs av Henn. 1895. Campanella buettneri ingår i släktet Campanella och familjen Marasmiaceae.   Inga underarter finns listade i Catalogue of Life.